# رد پای شر
رد پای شر (اسپانیایی: La huella del mal‎) فیلمی پلیسی-جنایی به کارگردانی مانوئل ریوس سان مارتین است که در سال ۲۰۲۵ منتشر شد. این فیلم در محوطه باستانی آتاپوئرکا تصویربرداری شده است. از بازیگران فیلم می‌توان به بلانکا سوآرس، کوسیمو فوسکو و فرناندو کایو اشاره کرد.